# تشارلز كريستيان همر
تشارلز كريستيان همر (بالإنجليزية: Charles Christian Hammer)‏ هو عازف الغيتار الكلاسيكي أمريكي، ولد في 17 مايو 1952، وتوفي في 18 فبراير 2004 بسبب سرطان الرئة.